# كلينتون هاردن
كلينتون هاردن هو سياسي أمريكي، ولد في 12 أبريل 1947 في بيلين في الولايات المتحدة. نشط حزبياً في الحزب الجمهوري. وقد انتخب عضو مجلس ولاية نيومكسيكو ‏.